# Fiskelägenheter
Fiskelägenheter är i Finland hemman närmast avsedda för den fiskarbefolkning som förflyttades efter vapenstilleståndet 1944.
Fiskelägenheterna, till antalet omkring 700, bildades på basis av 1945 års jordanskaffningslag och tilldelades ett sådant vattenområde jämte odlings- och skogsmark, att en medelstor familj därav kunde erhålla sin huvudsakliga utkomst.